# 永镇镇
永镇镇，原为永镇乡，是中华人民共和国安徽省宿州市埇桥区下辖的一个乡镇级行政单位。2022年5月撤乡设镇。

## 行政区划
永镇镇下辖以下地区：
永镇村、单圩村、瓦坊村、关湖村、张圩村、方店村和禅堂村。